# خوشاب (قصرقند)
خوشاب، روستایی در دهستان شارک بخش تلنگ شهرستان قصرقند در استان سیستان و بلوچستان ایران است.

## جمعیت
بر پایه سرشماری عمومی نفوس و مسکن در سال ۱۳۹۵، جمعیت این روستا برابر با ۹۰ نفر (۳۰ خانوار) بوده‌است.